# Izaak Jacob Lion
Izaak Jacob Lion (Amersfoort, 17 december 1821 - Den Haag, 27 augustus 1873) was een Nederlandse journalist, hoofdredacteur en publicist. Hij was ook een omstreden publieke figuur in de Nederlandse krantenwereld van de negentiende eeuw.

## Vroege carrière
Lion groeide op in een Joods gezin in Leeuwarden, waar zijn vader onderwijzer was. Hoewel hij zijn hele leven geplaagd werd door een slechte gezondheid bleek hij buitengewoon schrander en veelzijdig. Op zijn negentiende verliet hij Leeuwarden voor Amsterdam en begon aan een veelkantige carrière. Hij verdiende een tijd lang zijn brood als rondreizende 'tandarts' op kermissen. Hij werd vertaler bij de Nieuwe Rotterdamsche Courant, vertaalde toneelstukken en schreef toespraken en lofzangen voor anderen en een toneelstuk, De vrouw. Hij werd in 1840 redacteur bij het Algemeen Handelsblad, destijds de grootste krant van Nederland. Hij trouwde in 1846 met de eveneens Joodse Kaatje van den Berg, met wie hij in 1848 een zoon, Jacobus Nathan Arnoldus, zou krijgen.
In 1849 volgde hij een opleiding tot stenograaf, slaagde in recordtijd en werd reeds in 1850 stenograaf van de Tweede Kamer in Den Haag, waar hij kennis maakte met de politici en staatslieden van die tijd. Omdat de stenografie veel slechter betaalde dan hem voorgespiegeld was bleef hij ook als journalist actief. In 1852 nam hij ontslag. Hij richtte samen met D. Leon het weekblad de Gemeentestem op en vervulde daarnaast enkele correspondentschappen voor dag- en weekbladen.

## De krantenjaren
In 1853 werd Lion, op voorspraak van de liberaal Van Hoëvell, redacteur van De Indiër. Hij verdiende goed (het dubbele van zijn salaris als stenograaf), had echter niets met Indië, botste al gauw met Van Hoëvell en werd al in oktober 1854 vervangen. In 1855 werd hij redacteur van De Grondwet, een liberale krant van lieden rond Thorbecke. De krant ging al na enkele maanden ter ziele. Hij werd redacteur van de conservatieve krant De Constitutioneel van Thorbecke's tegenstander Van Hall. Deze draai van 180 graden leverde Lion de bedenkelijke reputatie op van 'werken voor de hoogstbiedende'. Velen vonden hem onbetrouwbaar, ook vanwege zijn immer penibele privé-financiën. Reeds na drie maanden werd hij door Van Hall ontslagen en op de vlucht voor schuldeisers verliet hij Nederland. Na zijn geluk te hebben beproefd in Londen keerde Lion in Nederland terug als redacteur bij De Grondwet. Nieuwe Haarlemsche Courant, een krant gefinancierd door de radicale politicus Mozes Salvador, die ook Lion's schulden afbetaald had. Deze krant hield al na vier maanden op te bestaan en Lion keerde terug naar Den Haag, waar hij ghostwriter werd voor de conservatief Jan Jacob Rochussen. Daarnaast publiceerde hij onder het pseudoniem Philalethes. Vanaf 1857 was hij in het geheim correspondent van het radicale blad Asmodée, waarvoor hij primeurtjes uit politieke- en hofkringen optekende. Asmodée voerde felle polemieken tegen zowel de liberalen als de conservatieven en zo plaatste Lion zichzelf in een moeilijke positie. In 1860 werd hij redacteur bij het conservatieve weekblad Nederlandsch-Indië en de eveneens conservatieve Gravenhaagsche Nieuwsbode, en prompt werden zijn werkzaamheden voor Asmodée bekend. Omdat andere kranten erbovenop doken gebruikte Lion een hele voorpagina van de Nieuwsbode om zichzelf te verdedigen en tegelijk de liberalen de oorlog te verklaren. Asmodee zou zich sindsdien alleen nog maar negatief over Lion uitlaten.
In 1861 fuseerde de Nieuwsbode met de conservatieve krant Nederlandsch Indië tot De ’s Gravenhaagsche Nieuwsbode, Staat-, Letterkundig- en Nieuwsblad voor Nederland en zijne Oost-Indische Bezittingen. De bekostiging voor de nieuwe krant kwam uit conservatieve kring, waar men al langer droomde van een groot, gezaghebbend eigen dagblad. Daarnaast deed Lion pogingen zijn enige concurrent, het liberale Dagblad van Zuid-Holland en 's Gravenhage over te nemen van het Haagse gemeentebestuur. De liberalen staken daar een stokje voor en deden het Dagblad, zoals het in de volksmond heette, over aan de eigen redacteuren Holtrop en Belinfante (de laatste een telg uit de bekende familie van journalisten en uitgevers). Het Dagblad liep echter niet en reeds in 1863 kon Lion het overnemen. De twee kranten smolten ineen tot het Dagblad van Zuid-Holland en ’s-Gravenhage, dat nu dus conservatief geworden was.
In 1865 publiceerde Lion zijn memoires onder de titel Mijn staatkundig leven. Bijdrage tot de kennis der dagbladpers in Nederland. Hij was toen 44 jaar oud. Het boek werd uitgebreid in de Nederlandse pers besproken.
In 1867 ging het gerucht dat de liberalen in de persoon van de Leidse uitgever A.W. Sijthoff aan Lion 100.000 gulden hadden geboden om op te stappen bij het Dagblad. Lion's ontkenning en zijn tegenaanvallen resulteerden in een langdurige polemiek. In 1868 werd Lion door een commissie van onderzoek grotendeels gerehabiliteerd. Sijthoff zou een jaar later beginnen met de liberale krant Het Vaderland.
In 1869 fulmineerde Lion tegen de dreigende afschaffing van het Dagbladzegel, een toen geldende belasting (tevens de facto censuur) op kranten. Een maandenlange polemiek tussen het Dagblad als voorvechter van het zegel en de liberale kranten Algemeen Handelsblad en Nieuwe Rotterdamsche Courant (geleid door Lions aartsvijand Louis Beerstecher) was het gevolg. Beerstecher zou later in zijn satirisch weekblad Uilenspiegel de aanvallen op Lion nog verhevigen. Vanaf 1870 leed Lion steeds vaker onder een niet nader omschreven neurologische aandoening. Bij zijn dood omschreven andere kranten zijn ziekte als een zware hersenziekte of aanvallen van zenuwachtigheid. Voor zijn opvolging circuleerden de namen van Eduard Douwes Dekker en Conrad Busken Huet. Na zijn dood in 1873 werd hij echter opgevolgd door J.D. Doorman, die reeds aan de krant verbonden was.

## Werk
- De vrouw, toneelstuk, Leeuwarden 1840;
- Hulde aan Willem II, dichtstuk, Leeuwarden 1840;
- Welkom aan Willem II en Anna Paulowna dichtstuk, Leeuwarden 1841;
- Feestzang ter gelegenheid van het hooge huwelijk van den erfgroothertog van Saksen- Weimar-Eisenach, Monnikendam 1842;
- Inwijdings-Cantate bij de opening van den Salon des Variétés, Amsterdam 1844;
- Het tooneel, geschiedkundig geschetst, Amsterdam 1844;
- Bloemlezing uit Saphir, Amsterdam 1844;
- Proeven van een Humoristisch-Satirisch woordenboek der zamenleving, Amsterdam 1845;
- Korte inhoud van de Flesch, drama, Amsterdam 1848;
- Monte-Christo, drama, 1848;
- De vrolijke vrouwtjes van Windsor, 1848;
- Wat moet het volk van Nederland doen in deze tijden van beroerten, (anoniem) Amsterdam 1848;
- Onze Tijd, tijdschrift onder Lions redactie, Amsterdam 1849-1857;
- Boudewijn en De Tijd. Nieten ook zonder loterij, Amsterdam 1849;
- Stenographie en tachygraphie, 's-Gravenhage 1849;
- De eerste regtstreeksche verkiezingen in Nederl., (anoniem) Amsterdam 1849;
- Proeve eener Nederlandschen stenographie, Amsterdam 1850;
- De staatsregelingen in Europa sedert 1848, 's-Gravenhage 1852;
- De nederlegging der redactie van het dagblad De Grondwet toegelicht, 's-Gravenhage 1855;
- Mr. F.A. van Hall en de Constitutionneel, Amsterdam 1856;
- De politieke haan, Tiel 1858;
- Wespen op het gebied van staatkunde, wetenschap en kunst, Tiel 1858;
- De dagbladen in Nederland, twee drukken, 's-Gravenhage 1858;
- Koloniale debatten over de jaren 1813-1865, 's-Gravenhage 1858 en volgende;
- Jean Chrétien Baud, 's-Gravenage 1859; Oostenrijk en Napoleon III, 's-Gravenhage 1859;
- Indiës grieven en Nederlands onregt, 's-Gravenhage 1859;
- De parlementaire regeringsvorm. 's-Gravenhage 1859;
- De Nieuwe Rotterdamsche Courant contra Philalethes, 's-Gravenhage 1859;
- De regten des Konings en de motie Wintgens, 's-Gravenhage 1860;
- Politiek Comediespel, 's-Gravenhage 1860.
- De laatste zeven werken onder het pseudoniem Philalethes. Het Budget van de Toekomst, 's-Gravenhage 1862;
- Politieke moraliteit, een antwoord aan Dr. R. Fruin, 's-Gravenhage 1864;
- Mijn staatkundig leven. Bijdrage tot de kennis der dagbladpers in Nederland, 's-Gravenhage 1865.